# Cochapamba
Cochapamba ist eine Ortschaft und eine Parroquia rural („ländliches Kirchspiel“) im Kanton Saquisilí der ecuadorianischen Provinz Cotopaxi. Die Parroquia besitzt eine Fläche von 105 km². Die Einwohnerzahl lag im Jahr 2010 bei 5426.

## Lage
Die Parroquia Cochapamba liegt am Westrand des Andenhochtals von Zentral-Ecuador. An der westlichen Verwaltungsgrenze erhebt sich der 4263 m hohe Berg Cerro Jatún Munca. Der etwa 3650 m hoch gelegene Hauptort befindet sich 9,5 km westlich vom Kantonshauptort Saquisilí.
Die Parroquia Cochapamba grenzt im Norden und im Nordosten an die Parroquias Toacaso (Kanton Latacunga) und Canchagua, im Osten an die Parroquia Saquisilí, im Süden an die Parroquia Poaló (Kanton Latacunga) sowie im Westen an die Parroquias Guangaje (Kanton Pujilí) und Isinliví (Kanton Sigchos). 

## Geschichte
Die Parroquia Cochapamba wurde am 20. Dezember 1989 gegründet.